# Karjaküla (Türi)
Karjaküla est un village de la Commune de Türi du Comté de Järva en Estonie.
Au 31 décembre 2011, il compte 59 habitants.